# امبیا
امبیا یکی از شهرهای کشور تانزانیا و مرکز استان امبیا می‌باشد.
این شهر در جنوب غربی کشور تانزانیا قرار دارد.
برپایه نتایج سرشماری عمومی نفوس و مسکن که دولت تانزانیا در سال ۲۰۰۵ انجام داد جمعیت این منطقه بالغ بر ۲۸۰٬۰۰۰ نفر اعلام شد.